# Стельмащук Ганна Олександрівна
Стельмащук Ганна — (12 серпня 1918, Коршів, біля Луцька — 5 травня 1941, Вишків, тепер в складі м. Луцьк) — українська підпільниця, «Калина».
Народилася 12 серпня 1918 р. в с. Коршів, Луцьк., сестра Ю. Стельмащука.
5 травня 1941 в с. Вишків (тепер в межах Луцька) четверо підпільників ОУН: Ганна Стельмащук, Л. Бахів, П. Петрук, Г. Пасічник вступили в нерівний бій з енкаведистами Відстрілювались з підпаленої клуні. На вимогу здатися котрась з дівчат вийшла на поріг і промовила: «Ми не здаємося, гинемо в бою за Україну» і повернулася в клуню. Місце поховання невідоме.